# Šatovník chocholatý
Šatovník chocholatý (Palmeria dolei) je kriticky ohrožený druh havajského šatovníka. Tento endemit je ohrožený zejména kvůli ptačí malárii a kvůli Evropany dovezeným savcům.

## Popis
Jedná se o jednoho z největších šatovníků. Dospělí jedinci dosahují velikosti cca 18 cm a jsou leskle černí s bělavými proužky po boku. Zadní část hlavy je jasně oranžová podobně jako okolí očí. Dospělí samci mají na rozdíl od samic bělavou chocholku nad zobákem, od které je odvozen jeho český název. Mladí ptáci jsou tmavě hnědí a chybí jim oranžové zbarvení.

## Rozšíření a biotop
Poslední populace obývá vlhké vysokohorské deštné pralesy havajského ostrova Maui. Populace činí 2500 - 3800 jedinců, což je cca 5% z původní populace.

## Potrava
Tento pták se živí především nektarem rostliny Metrosideros polymorpha. Pokud je této rostliny nedostatek, tak se živí nektarem jiných rostlin, ovocem nebo hmyzem.